# Mars 1774
Cette page présente les faits marquants du mois de mars 1774.

## Événements

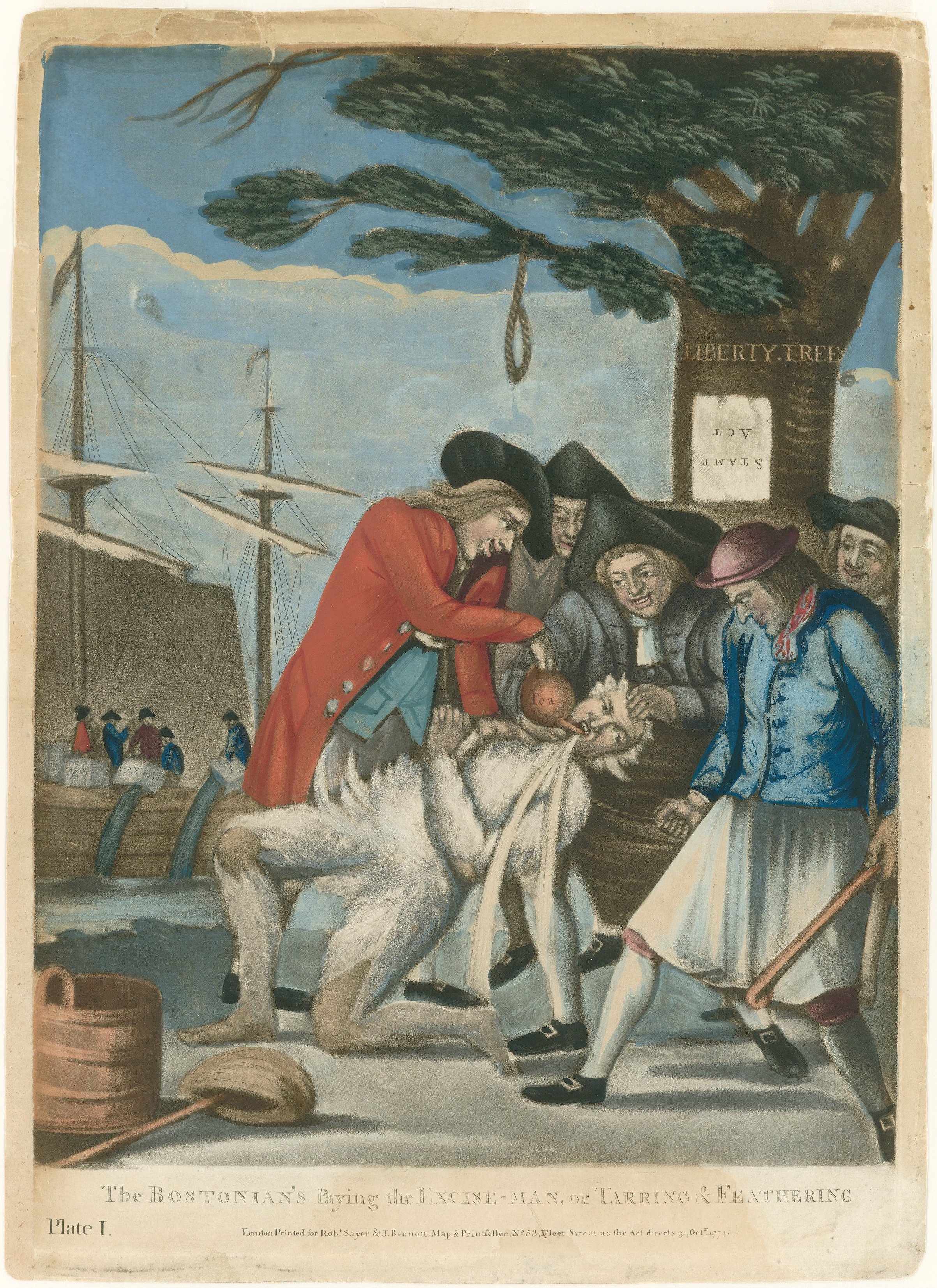
31 mars-2 juin : vote des Intolerable Acts par le Parlement britannique. Lésés dans leurs intérêts économiques, bloqués à l’ouest, menacés de perdre les libertés traditionnelles britanniques (assemblées délibérantes, consentement à l’impôt, libertés individuelles, de presse), les Américains des Treize colonies s’engagent vers la résistance. Début de la guerre d'indépendance américaine (fin en 1783)

- 30 mars, France : création du Parquet à la Bourse de Paris. Les cours doivent désormais être obligatoirement criés, afin d'améliorer la transparence des opérations.

- 31 mars : Boston Port Act qui ferme le port de Boston jusqu’à que la compagnie des Indes Orientales et les douanes aient reçu compensation sur les pertes subies[1].

## Naissances
- 1er mars : Madeleine de Canossa, fondatrice des canossiennes.
- 13 mars : Rose Fortune, entrepreneur.
- 15 mars : John Conrad Otto, médecin américain († 26 juin 1844).
- 16 mars : Matthew Flinders (mort en 1814), navigateur et explorateur britannique.
- 25 mars : François Marie Daudin (mort en 1804), zoologiste français.